# Teleorhinus tephrosicola
Teleorhinus tephrosicola är en insektsart som beskrevs av Knight 1923. Teleorhinus tephrosicola ingår i släktet Teleorhinus och familjen ängsskinnbaggar. Inga underarter finns listade i Catalogue of Life.